# 拜扎克區
43°25′48″N 71°39′36″E / 43.43000°N 71.66000°E

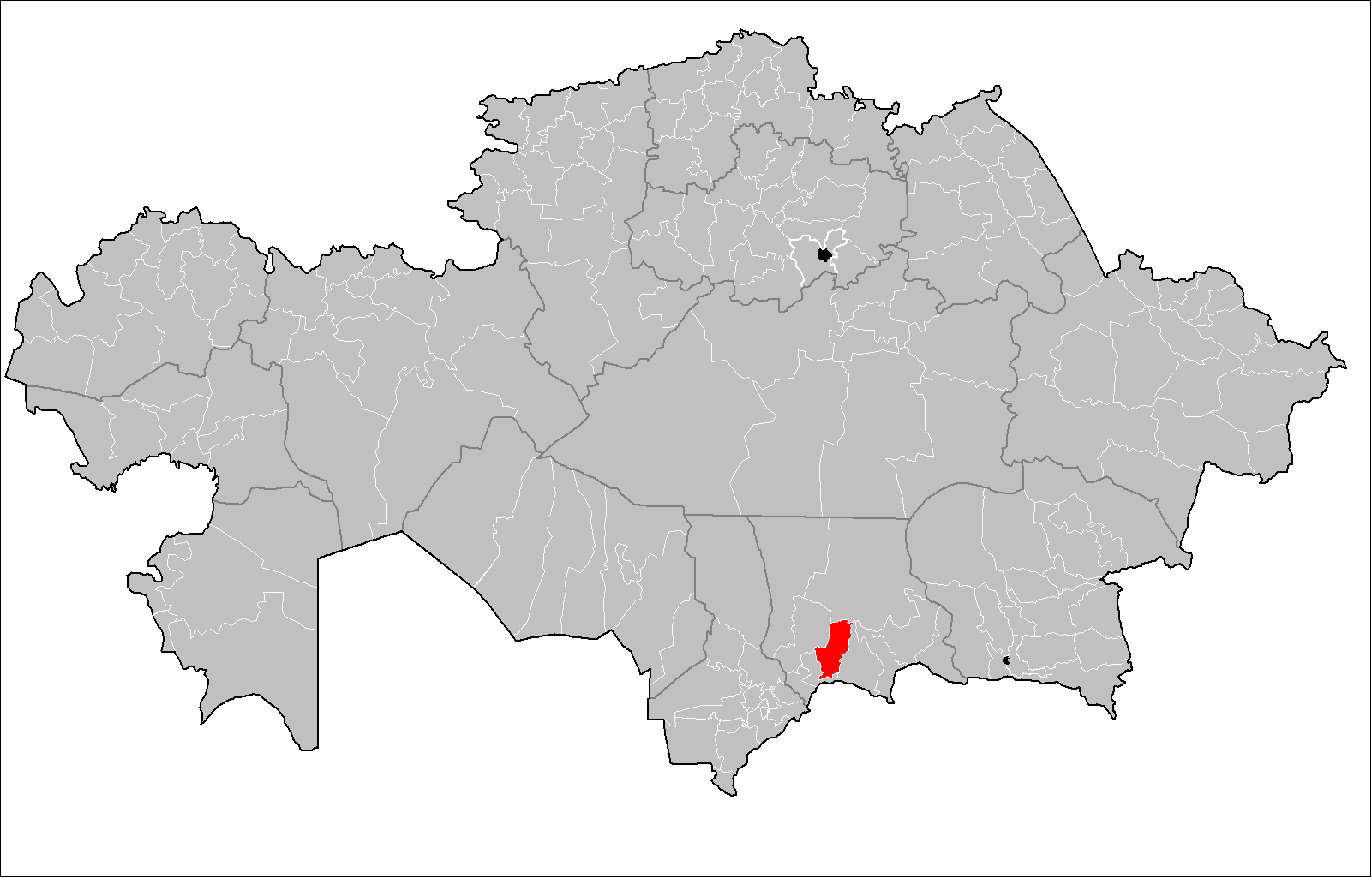

拜扎克區是哈薩克斯坦的行政區，位於該國南部，由江布爾州負責管轄，首府設於薩雷克梅爾，始建於1938年，面積4,500平方公里，2011年人口87,389。